# Wulkany Włoch
Wulkany Włoch – Półwysep Apeniński wraz z przyległymi wyspami oraz otaczającymi morzami jest obszarem znacznej aktywności wulkanicznej.
Znajdują się tu trzy czynne wulkany oraz cały szereg nieczynnych, zarówno drzemiących, jak i wygasłych. Według Global Volcanism Program prowadzonego przez Smithsonian Institution we Włoszech jest 14 wulkanów.
Aktywne wulkany:
- Etna na Sycylii, ostatnia erupcja w 2024 roku[2].
- Ferdinandea − kilka km na północny zachód od Pantellerii, krótko żyjąca wyspa wulkaniczna, powstała w 1831 i znikła w 1835 r. Obecnie szczyt podmorskiego wulkanu znajduje się kilka metrów pod poziomem morza. Wykazuje aktywność[3].
- Stromboli na wyspie Stromboli w archipelagu Wysp Liparyjskich ostatnia erupcja w 2019 roku[4]
- Wezuwiusz koło Neapolu, ostatnia erupcja w 1944 roku[5]

Wulkany drzemiące:
- Ischia − wulkaniczny kompleks na wyspie o tej samej nazwie, ostatnia erupcja w 1302 r[6].
- Larderello − wulkan w południowej Toskanii, ostatnia erupcja w 1282 r[7].
- Lipari − stratowulkan na wyspie o tej samej nazwie, ostatnia erupcja w 1230 r[8].
- Pantelleria − ostatnia erupcja ok. 1000 r. p.n.e., kilka km na północny wschód od wyspy miał miejsce podmorski wybuch w 1891 r., prawdopodobnie z bocznego kanału
- Pola Flegrejskie − duży wulkan, a właściwie kaldera, położona na zachód od Neapolu, częściowo pod Morzem Tyrreńskim, ostatnia erupcja w 1528 r.; składa się z 24 formacji wulkanicznych – kraterów, źródeł termalnych i fumaroli, część z nich leży na dnie Zatoki Neapolitańskiej[9]
- Vulcanello − niewielki wulkan na wyspie Vulcano, powstały w 163 r. p.n.e. i czynny do XVI w.
- Vulcano (Wyspy Liparyjskie) − ostatnia erupcja w latach 1888–1890,
- Vulsinio − kompleks wulkanów na północny zachód od Rzymu, ostatnia erupcja w 104 r. p.n.e.

Wulkany wygasłe:
- Amiata − wulkan w środkowych Włoszech, w Preapeninie Tyrreńskim, ostatnia erupcja przed 10 000 lat[10].
- Góry Albańskie − kompleks wulkanów na południe od Rzymu, ostatnia erupcja ok. 5000 r. p.n.e.
- Monti Cimini (Monte Cimino i Lago di Vico) − kompleks wulkanów na północny zachód od Rzymu, ostatnia erupcja ok. 90 000 r. p.n.e.
- Monti Sabatini − kompleks wulkanów na północ od Rzymu, ostatnia erupcja ok. 40 000 r. p.n.e.

Wulkany o nieznanym statusie:
- Marsili − wulkan podwodny na Morzu Tyrreńskim
- Monte Vulture − kompleks wulkanów w Bazylikacie, ostatnia erupcja ok. 40 000 r. p.n.e.